# Bad medicine (single)
Bad medicine is een single uit 1988 van de Amerikaanse Rockband Bon Jovi. Het is de eerste single van hun vierde studioalbum New Jersey.
Bad medicine is een van de bekendste nummers van Bon Jovi en staat onder andere op het verzamelalbum Crossroad, het livealbum One wild night - Live 1985-2001, studioalbum This Left Feels Right en de concerten Live from London en The Crush Tour.
Het nummer was te horen in de film Jay and Silent Bob Strike Back uit 2001, in de scène waarin Jay (Jason Mewes) voor het eerst Justitie (Shannon Elizabeth) ziet en fantaseert over haar.

## Tracklist
1. Bad Medicine 3:52
2. 99 In The Shade 4:25

## Hitnoteringen
| "Bad medicine" in de Nederlandse Top 40 -- binnen: 08-10-1988 | "Bad medicine" in de Nederlandse Top 40 -- binnen: 08-10-1988 | "Bad medicine" in de Nederlandse Top 40 -- binnen: 08-10-1988 | "Bad medicine" in de Nederlandse Top 40 -- binnen: 08-10-1988 | "Bad medicine" in de Nederlandse Top 40 -- binnen: 08-10-1988 | "Bad medicine" in de Nederlandse Top 40 -- binnen: 08-10-1988 | "Bad medicine" in de Nederlandse Top 40 -- binnen: 08-10-1988 | "Bad medicine" in de Nederlandse Top 40 -- binnen: 08-10-1988 |
| Week                                                          | 1                                                             | 2                                                             | 3                                                             | 4                                                             | 5                                                             | 6                                                             | 7                                                             |
| ------------------------------------------------------------- | ------------------------------------------------------------- | ------------------------------------------------------------- | ------------------------------------------------------------- | ------------------------------------------------------------- | ------------------------------------------------------------- | ------------------------------------------------------------- | ------------------------------------------------------------- |
| Nummer                                                        | 30                                                            | 16                                                            | 11                                                            | 10                                                            | 12                                                            | 20                                                            | 34                                                            |

| "Bad medicine" in de Nederlandse Single Top 100 -- binnen: 01-10-1988 | "Bad medicine" in de Nederlandse Single Top 100 -- binnen: 01-10-1988 | "Bad medicine" in de Nederlandse Single Top 100 -- binnen: 01-10-1988 | "Bad medicine" in de Nederlandse Single Top 100 -- binnen: 01-10-1988 | "Bad medicine" in de Nederlandse Single Top 100 -- binnen: 01-10-1988 | "Bad medicine" in de Nederlandse Single Top 100 -- binnen: 01-10-1988 | "Bad medicine" in de Nederlandse Single Top 100 -- binnen: 01-10-1988 | "Bad medicine" in de Nederlandse Single Top 100 -- binnen: 01-10-1988 | "Bad medicine" in de Nederlandse Single Top 100 -- binnen: 01-10-1988 | "Bad medicine" in de Nederlandse Single Top 100 -- binnen: 01-10-1988 | "Bad medicine" in de Nederlandse Single Top 100 -- binnen: 01-10-1988 |
| Week                                                                  | 1                                                                     | 2                                                                     | 3                                                                     | 4                                                                     | 5                                                                     | 6                                                                     | 7                                                                     | 8                                                                     | 9                                                                     | 10                                                                    |
| --------------------------------------------------------------------- | --------------------------------------------------------------------- | --------------------------------------------------------------------- | --------------------------------------------------------------------- | --------------------------------------------------------------------- | --------------------------------------------------------------------- | --------------------------------------------------------------------- | --------------------------------------------------------------------- | --------------------------------------------------------------------- | --------------------------------------------------------------------- | --------------------------------------------------------------------- |
| Nummer                                                                | 79                                                                    | 47                                                                    | 20                                                                    | 11                                                                    | 10                                                                    | 19                                                                    | 23                                                                    | 32                                                                    | 60                                                                    | 76                                                                    |